# Gondis
Gondis, gondes ou coitures (Koitur) são um grupo étnico indiano. Eles falam a língua Gondi, que pertence à família de línguas Dravidiana . Eles são um dos maiores grupos tribais da Índia. Eles estão espalhados pelos estados de Madia Pradexe, Maarastra oriental (Vidarba), Chatisgar, Utar Pradexe, Telanganá, Andra Pradexe, Biar e Odixá . Eles são listados como uma tribo registrada para fins do sistema de discriminação positiva da Índia. Eles são um grupo Adivasi (povo indígena) da Índia
A língua Gondi está intimamente relacionada ao telugo. O Censo de 2011 da Índia registrou cerca de 2,98 milhões de falantes do Gondi, concentrados no sudeste de Madia Pradexe, no leste de Maarastra, no sul de Chatisgar e no norte de Telanganá. A maioria dos gondis, entretanto, fala as línguas mais amplas da região em que vive.
De acordo com o censo de 1971, sua população era de 5,01 milhões. Pelo censo de 1991, esse número aumentou para 9,3 milhões  e pelo censo de 2001 o número era de quase 11 milhões. Nas últimas décadas, eles foram testemunhas da insurgência naxalita-maoísta na parte central da Índia. Os gondis, por ordem do governo de Chatisgar e à custa de patrocínios corporativos, formou o Salwa Judum, um grupo militante armado para lutar contra a insurgência Naxalita; Mas o Salwa Judum foi dissolvido por ordem da Suprema Corte em 5 de julho de 2011.

## História
As origens dos gondis ainda estão em debate. Alguns alegaram que os gondis eram uma coleção de tribos díspares que adotaram uma língua proto-Gondi como língua materna de uma classe de governantes, originalmente falando várias línguas pré-dravidianas. Evidências genéticas apontam extenso fluxo gênico entre os povos gondis e Munda a leste, mas descarta uma origem comum, ao invés disso, observa que os povos gondis e Munda têm origens distintas.
As primeiras referências históricas dos gondis vêm de escritores muçulmanos do século XIV. Estudiosos acreditam que gondis governaram em Gondwana, uma região que se estendia do que hoje é o leste de Madia Pradexe até o oeste de Odixá e do norte de Andra Pradexe até o canto sudeste de Uttar Pradesh, entre os séculos XIII e XIX.

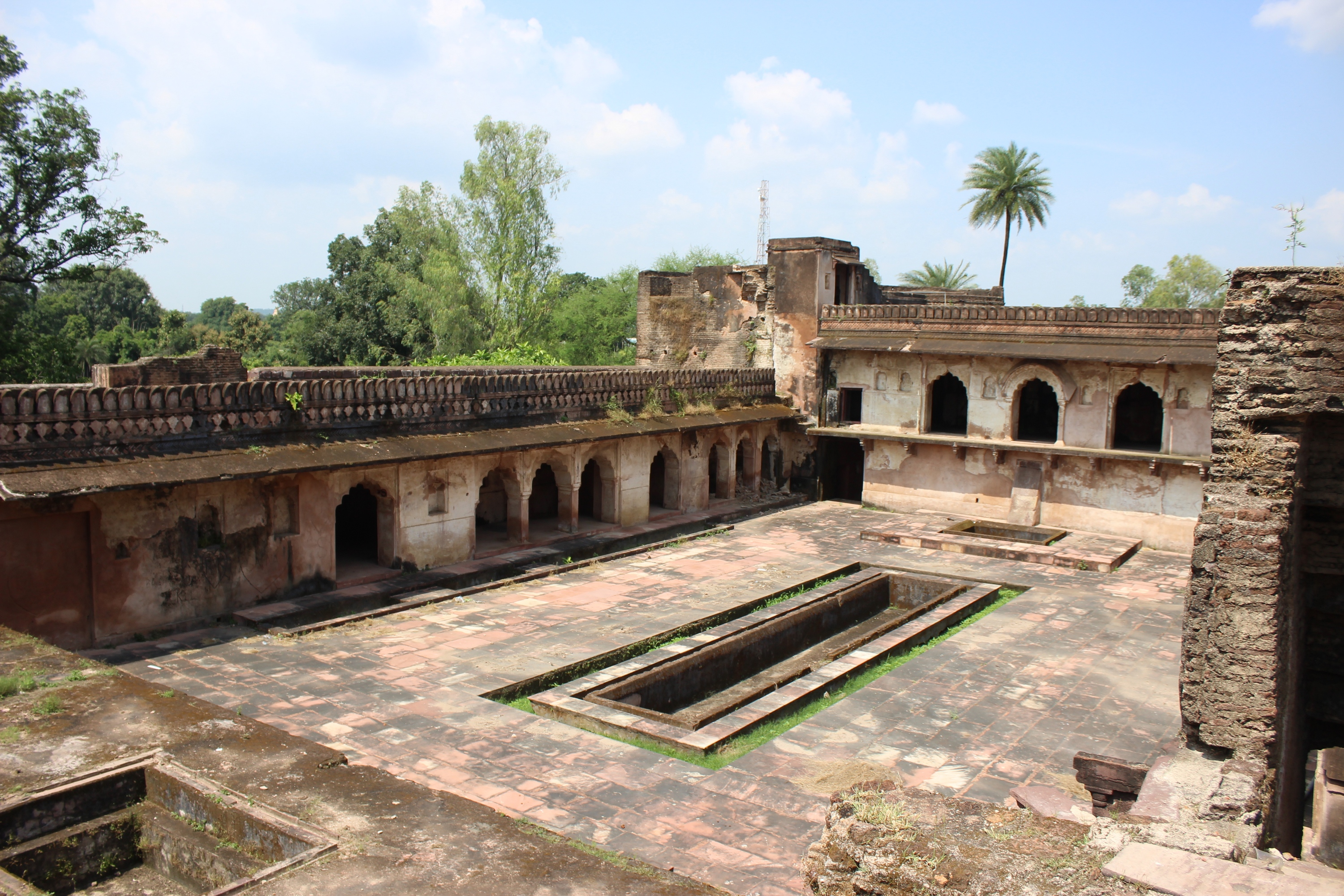
Palácio Gondi, Bopal

O primeiro reino dos gondis foi o de Chanda, fundado em 1200. Em seguida foi o reino de Gara, cujo fundador, Jadurai, depôs os governantes Calchuri anteriores no início do século XIV. Posteriormente, os reinos de Querla e Deogar foram fundados. Mandla é particularmente conhecida por sua rainha guerreira Rani Durgavati, que lutou contra Akbar até sua morte em 1564. O reino de Chanda desenvolveu irrigação extensiva e o primeiro sistema de receita definido dos reinos gondis. Esses reinos foram brevemente conquistados pelos mogóis, mas eventualmente foram depostos e os rajás gondis ficaram simplesmente sob a hegemonia mogol. O poder Marata invadiu Gonduaná na década de 1740. Os maratas derrubaram os rajás gondis (príncipes) e tomaram a maior parte de seu território, enquanto alguns gondis zamindaris (propriedades) sobreviveram até o advento da independência indiana.
Com base no trabalho de campo etnográfico e nas narrativas orais e na história, de acordo com o mito gondi, existem três tipos de gondis - os Sur gondis, os Nand gondis e os Raj gondis . Os Raj gondis descendem da irmã mais velha, portanto, eles são os mais velhos na hierarquia de seus clãs. Os rajás gondis são bem educados, têm propriedades e são mais ricos do que os outros gondis.
Os gondis também é conhecido como o Raje Gondi. O termo foi amplamente usado na década de 1950, mas agora se tornou quase obsoleto, provavelmente por causa do eclipse político dos rajás gondis.

## Cultura

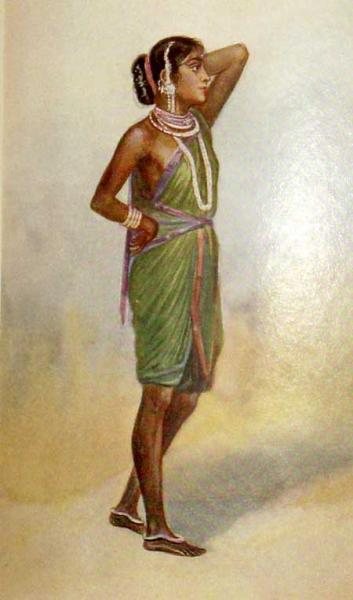
Pintura de uma senhora gondi

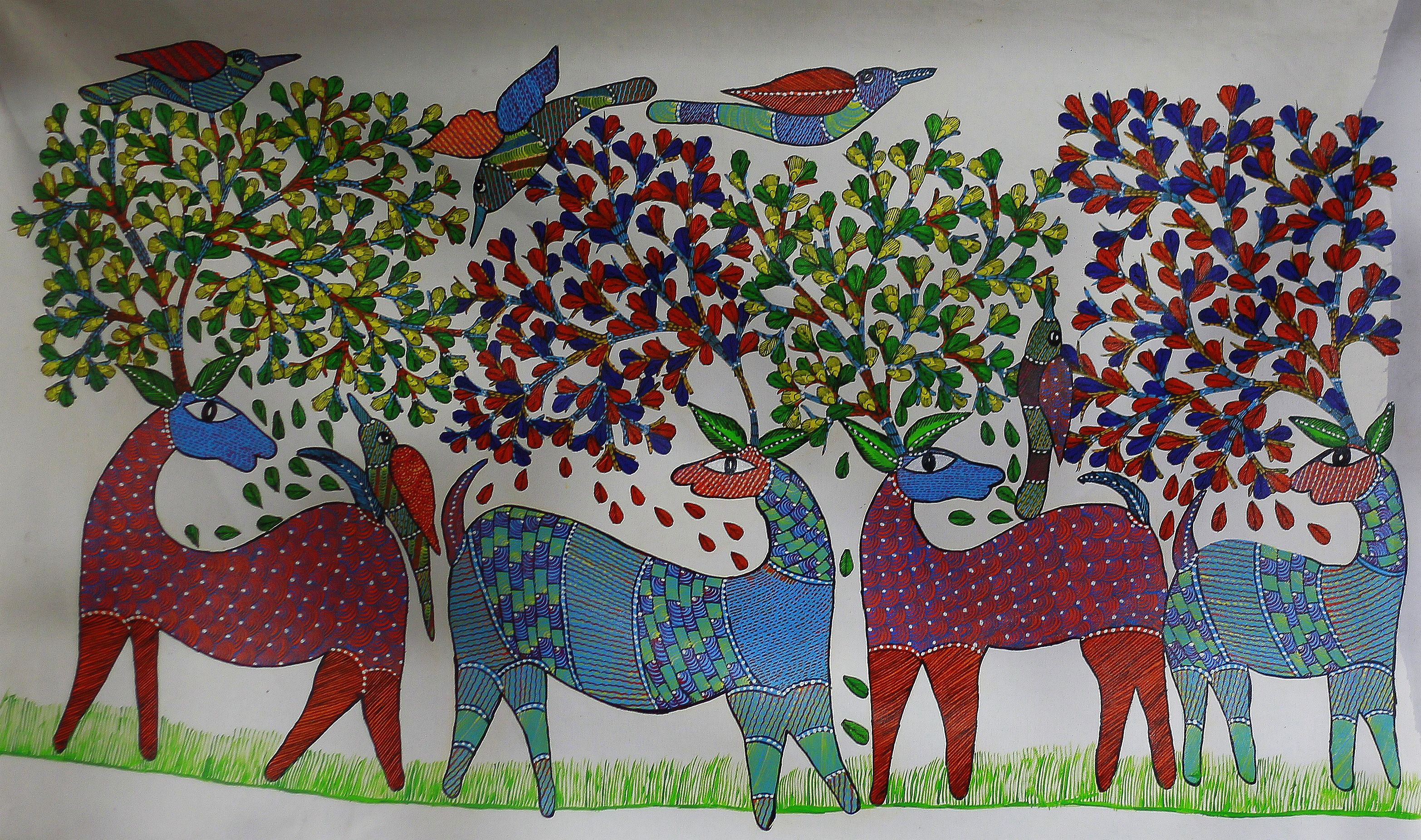
Arte gondi

Muitas ideias astronômicas eram conhecidas pelos antigos gondis. Os gondis tinham seus próprios termos locais para Sol, Lua, Via Láctea e constelações. Muitas dessas ideias foram a base para suas atividades de cronometragem e calendário. 
A língua gondi é falada por quase 30 laque gondis: principalmente na área sul de sua distribuição. Esta área abrange os distritos do sudeste de Madia Pradexe, leste de Maarastra, norte de Telanganá e sul de Chatisgar (principalmente na divisão de Bastar). A linguagem está relacionada ao telugo. No início do século XX, a língua era falada por 15 laques: cerca de metade de sua população na época, o restante tendo mudado para outras línguas regionais. Além disso, quase toda a população era bilíngue. Atualmente, a língua é falada apenas por um quinto dos gondis e está morrendo até mesmo em sua extensão linguística tradicional.

## Religião
A maioria dos gondis ainda são adoradores puros da natureza, mas como muitas outras tribos na Índia, gondis também podem ser vistos seguindo religiões diferentes. Após a grande influência do hinduísmo nas áreas tribais, alguns deles passaram a seguir a religião hindu, que mantém as crenças animistas da natureza e do culto aos ancestrais. Alguns gondis também praticam o Sarnaismo. Pola, um festival de gado, Phag e Dassera são alguns de seus principais festivais.
Na tradição popular gondi, os adeptos adoram um deus supremo conhecido como Baradeo, cujos nomes alternativos são Bhagavan, Kupar Lingo, Badadeo e Persa Pen. Baradeo supervisiona as atividades de deuses menores, como divindades do clã e da aldeia, bem como ancestrais. Baradeo é respeitado, mas não recebe devoção fervorosa, que é mostrada apenas às divindades do clã e da aldeia, ancestrais e totens. Essas divindades da aldeia incluem Aki Pen, o guardião da aldeia e a anwal, a deusa mãe da aldeia, um paradigma semelhante às tradições folclóricas de outros povos dravidianos. Antes que qualquer festival ocorra, essas duas divindades são adoradas. Cada clã tem sua própria persa pen, que significa "grande deus". Este deus é benigno no coração, mas pode exibir tendências violentas. No entanto, essas tendências são reduzidas quando um pardhan, um bardo, toca rabeca.
Kupar Lingo, o deus supremo dos gondis é retratado como um jovem príncipe barbeado usando uma coroa em forma de tridente, o munshul, que representa a cabeça, o coração e o corpo. Existem muitos santuários para Kupar Lingo na região gondi, pois ele é reverenciado como um herói ancestral.
Como a adoração de divindades na aldeia no sul da Índia, os gondis acreditam que suas pequenas divindades têm a capacidade de possessão. A pessoa possuída pelo espírito deixa de ter qualquer responsabilidade por suas ações. gondis também acreditam que a doença é causada pela possessão de espíritos.
Muitos gondis adoram Ravana, a quem consideram ser o décimo dharmaguru de seu povo e o rei ancestral de uma de suas quatro linhagens. Eles também adoram Kupar Lingo como sua divindade suprema e ancestral antes de Ravana. Em Dussehra, os habitantes gondis de Paraswadi carregam uma imagem de Ravana cavalgando um elefante em uma procissão para adorá-lo e protestam contra a queima das efígies de Ravana. 
Os gondis veneram plantas e animais, especialmente a árvore Saja. Em alguns lugares, a morte está associada a uma saja (Terminalia elliptica). Pedras que representam as almas dos mortos, ou hanals, são mantidas em uma hanalkot ao pé de uma árvore saja. Quando não há um santuário específico para a deusa-mãe da aldeia, a árvore saja é sua morada. Além disso, a Penkara, ou círculo sagrado do clã, está sob esta árvore. Os gondis seonis acreditam que Baradeo vive em uma árvore saja. A planta Mahua, cujas flores produzem um licor considerado purificador, também é reverenciada. Em muitos casamentos gondis, a noiva e o noivo circundam um poste feito de uma árvore Mahua durante a cerimônia, e os gondis de Adilabade realizam as primeiras cerimônias do ano, quando as flores Mahua desabrocham.
Os gondis também acreditam nos deuses da chuva. Um dos primeiros antropólogos britânicos observou como, durante a cerimônia de caça pré-monção, a quantidade de sangue derramado pelos animais era um indicativo da quantidade de chuva que se seguiria.
Sua reação típica à morte foi descrita como de raiva, porque os gondis acreditam que a morte é causada magicamente, por demônios. gondis geralmente enterram seus mortos, mas seus reis são geralmente cremados de acordo com as práticas védicas. Com o tempo a cremação tornou-se cada vez mais comum. Com uma pessoa são enterrados seus bens materiais. De acordo com a mitologia gondi, os mortos têm interesse no futuro dos vivos e, portanto, os mortos são aplacados para que os vivos continuem prósperos.

## Classificação
Eles são uma tribos registrada em Andra Pradexe, partes de Utar Pradexe, Biar, Chatisgar, Guzerate, Jarcanda, Madia Pradexe, Maarastra, Telanganá, Odixá e Bengala Ocidental.
O governo de Utar Pradexe classificou o povo Gondi como uma casta registradas, mas em 2007, eles eram um dos vários grupos que o governo de Utar Pradexe havia redesignado como tribos registrada. A partir de 2017, essa designação tribal se aplica apenas a determinados distritos, não a todo o estado. O Censo da Índia de 2011 para Utar Pradexe mostrou que a população da casta gondi registrada era de 21.992.

## Pessoas notáveis
- Komaram Bheem, lutador pela liberdade[31]
- Dalpat Shah, Rei de Gara[32]
- Hridayshah, Rei de Gara
- Chakradhar Singh, Rei do Estado de Raigar[33]
- Bhajju Shyam, Artista[34]
- Jangarh Singh Shyam, artista[35]
- Venkat Shyam, Artista[36]
- Durga Bai Vyom, Artista[37]
- Motiravan Kangali, lingüista e autor indiano[38]
- Baburao Shedmake, lutador pela liberdade tribal indiano[39]